# Théo Becker
Théo Becker de Oliveira (ur. 24 listopada 1976 w Pelotas) – brazylijski aktor telewizyjny, teatralny i filmowy, model i piosenkarz.

## Życiorys
Urodził się w Pelotas w stanie Rio Grande do Sul, gdzie zaczął surfować w wieku 6 lat pod opieką ojca. 
W listopadzie 2001 po raz pierwszy wystąpił w telewizji w programie Rede Globo Planeta Xuxa z Xuxą. Wkrótce rozpoczął pracę jako model w Rio de Janeiro, pozował nago dla magazynu „G”. Debiutował w telenoweli Sława (Celebridade, 2003) jako pływak Caio Mendes. W 2005 ukazał się album Prova De Amor z jego piosenką „Marcas Na Areia”. 
W 2009 znalazł się wśród uczestników pierwszej edycji reality show Farma (A Fazenda), gdzie nagrał piosenkę „Andressa”.
Kandydował do roli Jezusa z Nazaretu w telenoweli RecordTV Jezus (Jesus, 2018), którą ostatecznie zagrał Dudu Azevedo.
18 października 2014 ukazał się jego debiutancki album Minha Vez, który promował singiel „Você É Tudo que Eu Quero”.

## Życie prywatne
W latach 2005-2009 spotykał się z aktorką i modelką Andressą Suitą. W 2010 przekazał 30 tys. reais na rzecz towarzystwa Viva Cazuza, w którym przebywają dzieci i młodzież z wirusem HIV. W 2014 związał się z lekarką Raphaelą Lamim, którą poślubił 18 kwietnia 2015. Mają dwoje dzieci - syna Thora (ur. 15 października 2016) i córkę Bhellę (ur. 29 maja 2020).

## Wybrana filmografia

### telenowele
- 2003: Sława (Celebridade) jako Caio Mendes
- 2004: Niewolnica Isaura (A Escrava Isaura) jako Álvaro Mendonça
- 2005: Dowód miłości (Prova de Amor) jako Gabi (Gabriel Avelar)
- 2007-2008: Drogie serca (Caminhos do Coração) jako Fernando Biavatti (Cobrão)
- 2008: Os Mutantes jako Fernando Biavatti (Cobrão)
- 2018: Lia jako Labão Paddan

### Reality show
- 2009 - Farma (A Fazenda)
- 2012 - Farma (A Fazenda)

### Programy TV
- 2001 - Planeta Xuxa (Planeta Xuxa) jako Fortão Loirinho
- 2009 - O Curral
- 2011 - Show Toma (Show do Tom)
- 2012 - Programa da Tarde  (reporter)
- 2014 - Pânico na Band

### Teatr
- Zatrzymani (Detentos)
- Młodzieży i firmy (Juventude e Companhia)
- Chłopcy z Placu Broni (Os Meninos da Rua Paulo)
- Książę Egiptu Horus (Horus do Príncipe do Egito)

### filmy fabularne
- 2001: Xuxa i elfy (Xuxa e os Duendes)
- 2009: Kiedy przyjedzie wiosna (Quando a Primavera Chegar)